# Dichaetomyia zielkei
Dichaetomyia zielkei är en tvåvingeart som beskrevs av Couri, Pont och Penny 2006. Dichaetomyia zielkei ingår i släktet Dichaetomyia och familjen husflugor.
Artens utbredningsområde är Madagaskar. Inga underarter finns listade i Catalogue of Life.